# Seren
Seren – imię męskie pochodzenia łacińskiego, od słowa oznaczającego „czysty, spokojny, pogodny”. Patronem tego imienia jest św. Seren, męczennik (III wiek).
Seren imieniny obchodzi 28 czerwca.
Żeński odpowiednik: Serena.